# Cryptocephalinae
Cryptocephalinae là một phân họ bọ cánh cứng trong họ Chrysomelidae, và thuộc nhóm Camptosomata. Các tông Chlamisini và Clytrini trước đây được xếp là phân họ của nó.

## Hình ảnh

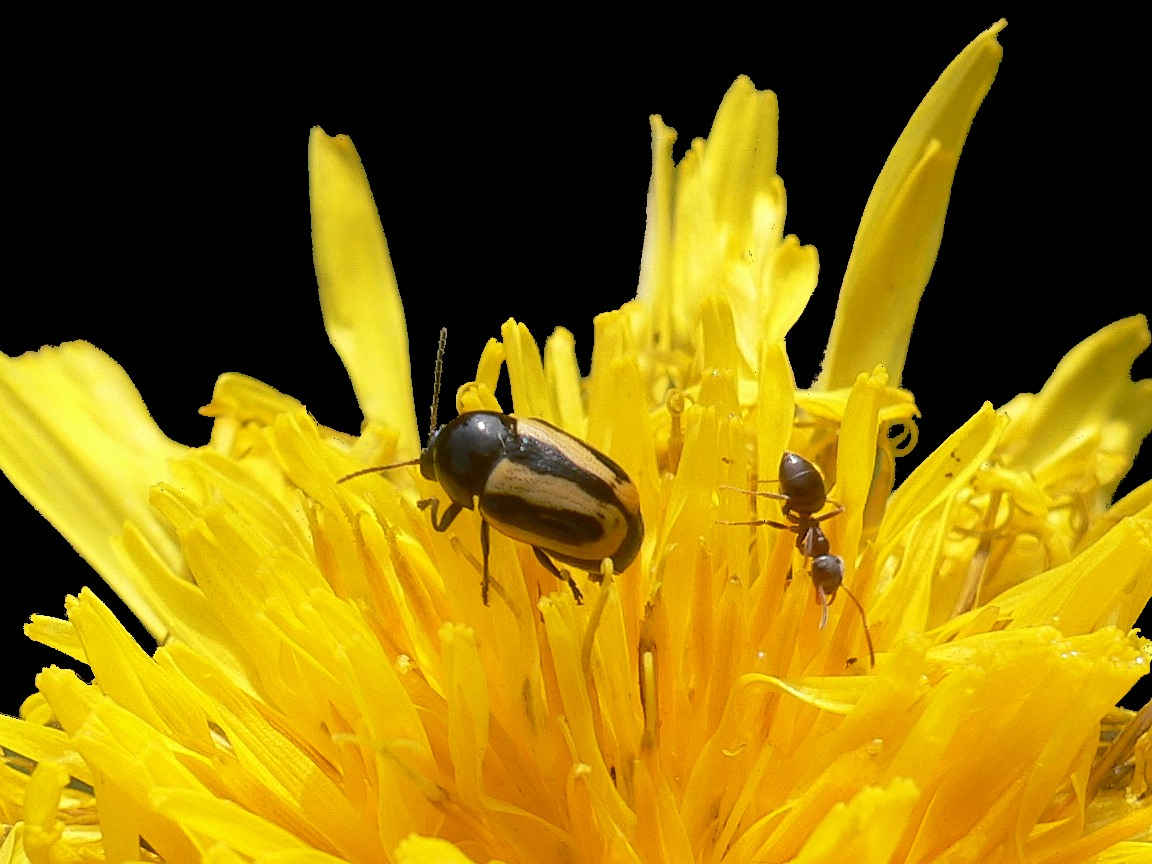
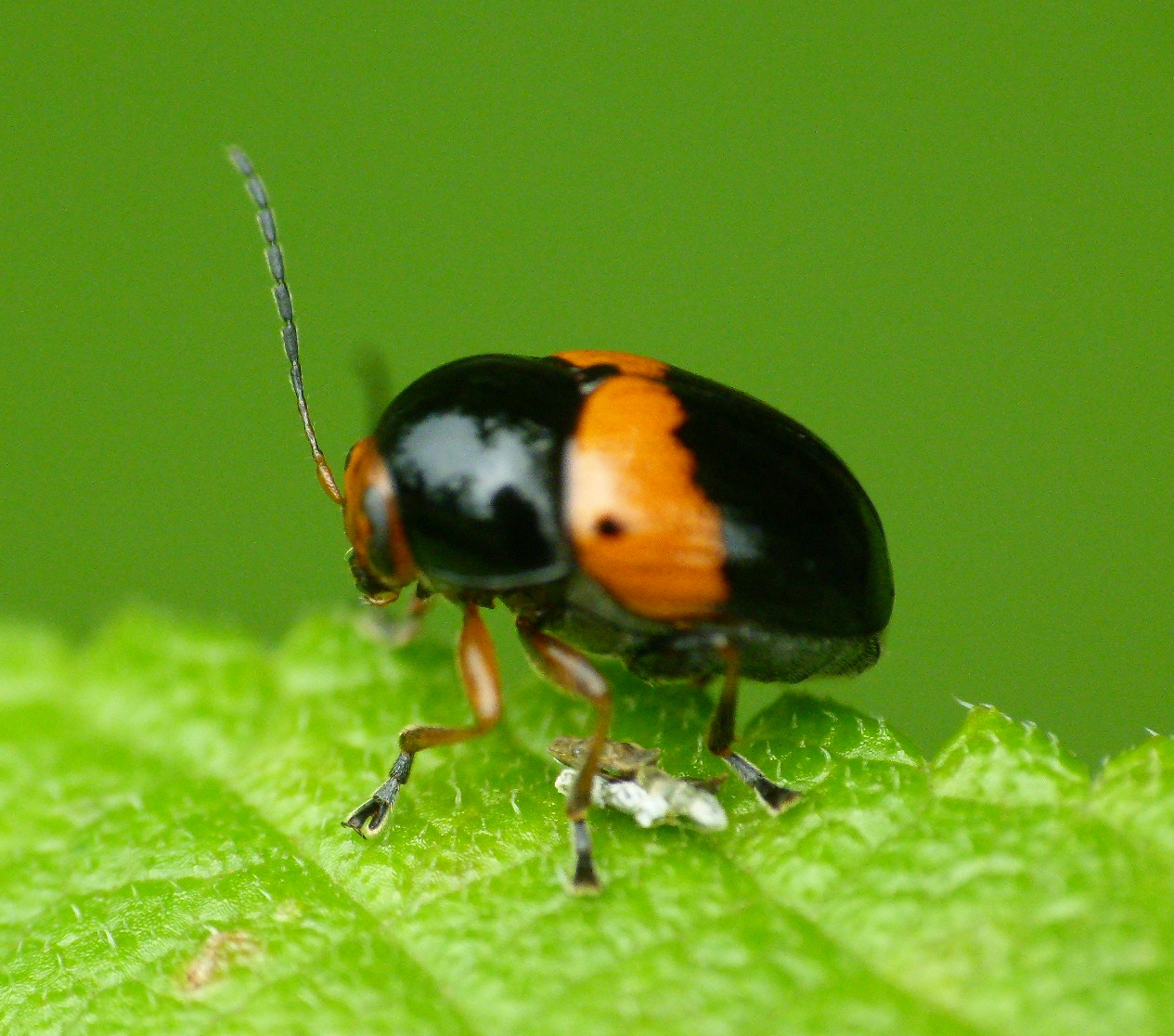
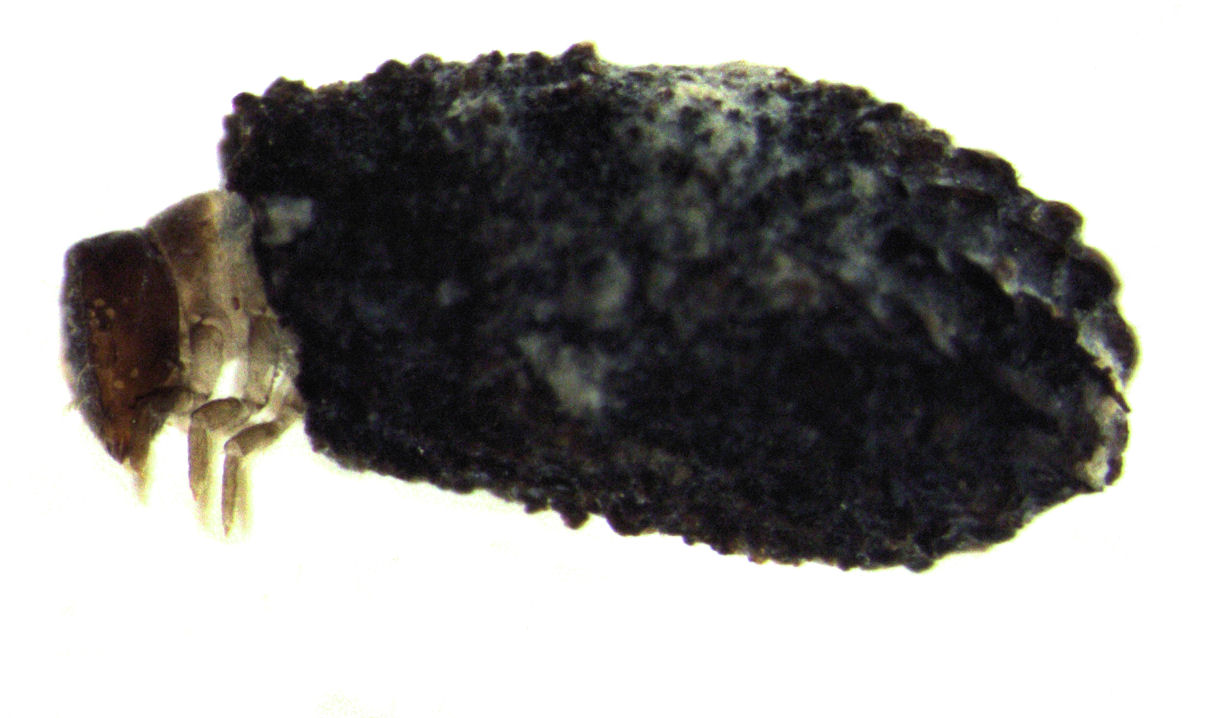
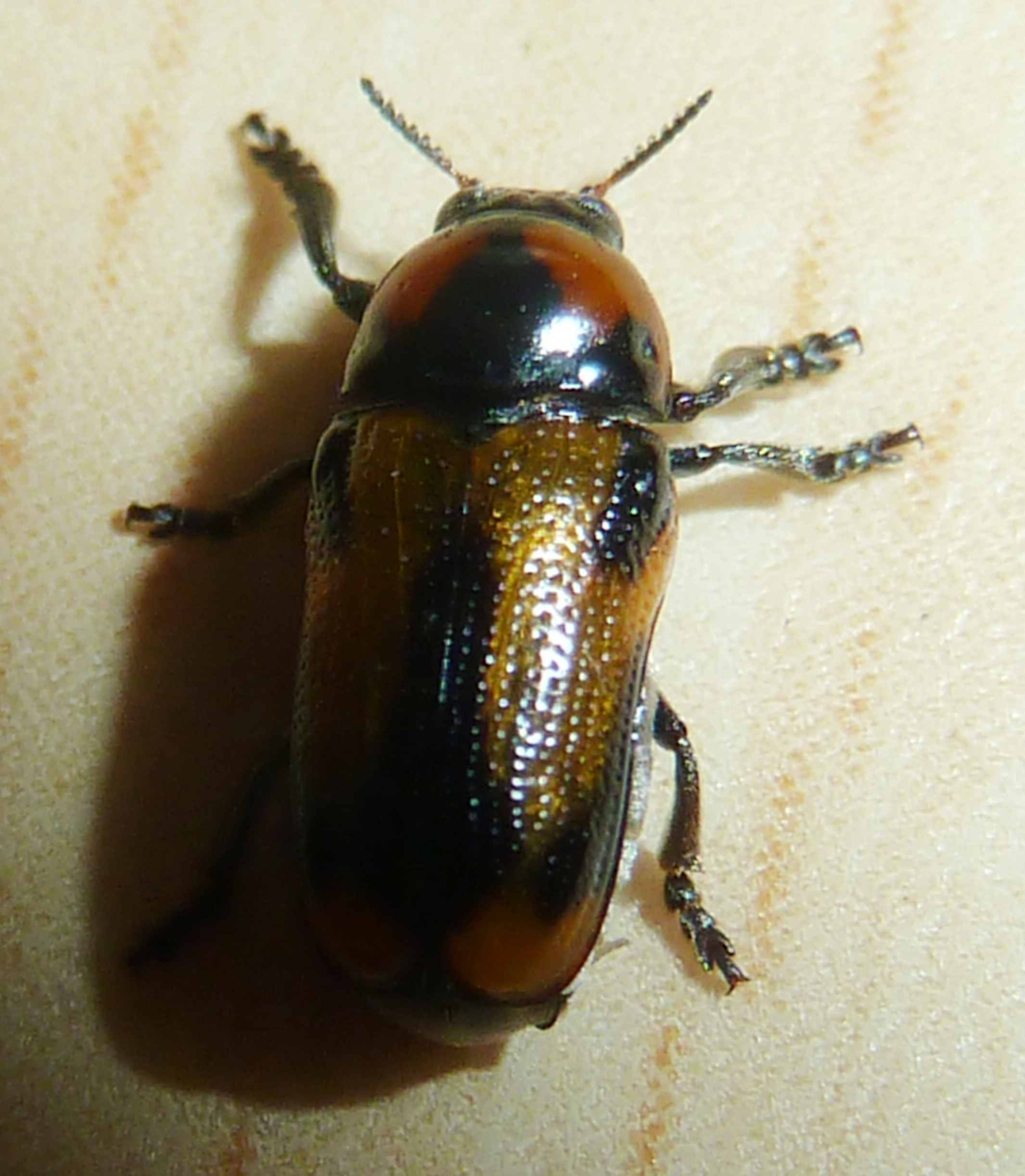